# Benjamin Woodburn
Benjamin Luke Woodburn (Chester, 15 ottobre 1999) è un calciatore gallese con cittadinanza inglese, centrocampista o attaccante del Salford City.

## Caratteristiche tecniche
È un'ala sinistra.

## Carriera

### Club
Cresciuto nei settori giovanili del Liverpool, ha esordito il 26 novembre 2016 nel match vinto 2-0 contro il Sunderland, diventando il secondo giocatore più giovane ad esordire con i Reds.
Tre giorni dopo, all'età di 17 anni e 45 giorni, ha siglato la sua prima rete fra i professionisti all'81' del match di Coppa di Lega vinto 2-0 contro il Leeds Utd, diventando il più giovane calciatore ad andare a segno con la maglia del Liverpool superando il precedente primato di Michael Owen.

### Nazionale
Ha giocato nelle nazionali giovanili gallesi Under-15, Under-16, Under-17 ed Under-19.
Il 2 settembre 2017, subentrando al 69º minuto al compagno di squadra Tom Lawrence, Woodburn esordisce in nazionale maggiore all'età di 17 anni, 10 mesi e 17 giorni, in un incontro con l'Austria valido per le qualificazioni ai Mondiali 2018; cinque minuti dopo l'ingresso in campo, segna il gol decisivo per la vittoria (risultato finale: 1-0) con un gran tiro di destro da fuori area.

## Statistiche

### Presenze e reti nei club
Statistiche aggiornate al 3 novembre 2018.
| Stagione         | Squadra          | Campionato       | Campionato | Campionato | Coppe nazionali | Coppe nazionali | Coppe nazionali | Coppe continentali | Coppe continentali | Coppe continentali | Altre coppe | Altre coppe | Altre coppe | Totale | Totale | Totale |
| Stagione         | Squadra          | Comp             | Pres       | Reti       | Comp            | Pres            | Reti            | Comp               | Pres               | Reti               | Comp        | Pres        | Reti        | Pres   | Reti   |        |
| ---------------- | ---------------- | ---------------- | ---------- | ---------- | --------------- | --------------- | --------------- | ------------------ | ------------------ | ------------------ | ----------- | ----------- | ----------- | ------ | ------ | ------ |
| 2016-2017        | Liverpool        | PL               | 5          | 0          | FACup+CdL       | 3+1             | 0+1             | -                  | -                  | -                  | -           | -           | -           | 9      | 1      |        |
| 2017-2018        | Liverpool        | PL               | 1          | 0          | FACup+CdL       | 0+1             | 0+0             | UCL                | 0                  | 0                  | -           | -           | -           | 2      | 0      |        |
| 2018-gen. 2019   | Sheffield Utd    | FLC              | 7          | 0          | FACup+CdL       | 0+1             | 0+0             | -                  | -                  | -                  | -           | -           | -           | 8      | 0      |        |
| gen.-giu. 2019   | Liverpool        | PL               | 0          | 0          | FACup+CdL       | 0+0             | 0+0             | UCL                | -                  | -                  | -           | -           | -           | 0      | 0      |        |
| 2019-2020        | Oxford Utd       | FL1              | 14         | 1          | FACup+CdL       | 0+2             | 0+0             |                    | -                  | -                  |             | -           | -           | 16     | 1      |        |
| lug.-ott. 2020   | Liverpool        | PL               | 0          | 0          | FACup+CdL       | 0+0             | 0+0             | UCL                | -                  | -                  | -           | -           | -           | 0      | 0      |        |
| Totale Liverpool | Totale Liverpool | Totale Liverpool | 6          | 0          |                 | 5               | 1               |                    | 0                  | 0                  |             | -           | -           | 11     | 1      |        |
| ott. 2020-2021   | Blackpool        | FL1              | 10         | 0          | FACup+CdL       | 1+0             | 0+0             |                    | -                  | -                  |             | -           | -           | 11     | 0      |        |
| 2021-2022        | Hearts           | SP               | 28         | 3          | SC+CdL          | 2+0             | 0+0             |                    | -                  | -                  |             | -           | -           | 30     | 3      |        |
| 2022-2023        | Preston N.E.     | FLC              | 38         | 1          | FACup+CdL       | 2+2             | 0+1             |                    | -                  | -                  |             | -           | -           | 42     | 2      |        |
| Totale carriera  | Totale carriera  | Totale carriera  | 103        | 5          |                 | 15              | 2               |                    | 0                  | 0                  |             | -           | -           | 118    | 7      |        |

### Cronologia presenze e reti in nazionale
| Cronologia completa delle presenze e delle reti in nazionale ― Galles | Cronologia completa delle presenze e delle reti in nazionale ― Galles | Cronologia completa delle presenze e delle reti in nazionale ― Galles | Cronologia completa delle presenze e delle reti in nazionale ― Galles | Cronologia completa delle presenze e delle reti in nazionale ― Galles | Cronologia completa delle presenze e delle reti in nazionale ― Galles | Cronologia completa delle presenze e delle reti in nazionale ― Galles | Cronologia completa delle presenze e delle reti in nazionale ― Galles |
| Data                                                                  | Città                                                                 | In casa                                                               | Risultato                                                             | Ospiti                                                                | Competizione                                                          | Reti                                                                  | Note                                                                  |
| --------------------------------------------------------------------- | --------------------------------------------------------------------- | --------------------------------------------------------------------- | --------------------------------------------------------------------- | --------------------------------------------------------------------- | --------------------------------------------------------------------- | --------------------------------------------------------------------- | --------------------------------------------------------------------- |
| 2-9-2017                                                              | Cardiff                                                               | Galles                                                                | 1 – 0                                                                 | Austria                                                               | Qual. Mondiali 2018                                                   | 1                                                                     | 69’                                                                   |
| 5-9-2017                                                              | Chișinău                                                              | Moldavia                                                              | 0 – 2                                                                 | Galles                                                                | Qual. Mondiali 2018                                                   | -                                                                     | 61’                                                                   |
| 6-10-2017                                                             | Tbilisi                                                               | Georgia                                                               | 0 – 1                                                                 | Galles                                                                | Qual. Mondiali 2018                                                   | -                                                                     | 90+1’                                                                 |
| 9-10-2017                                                             | Cardiff                                                               | Galles                                                                | 0 – 1                                                                 | Irlanda                                                               | Qual. Mondiali 2018                                                   | -                                                                     | 65’                                                                   |
| 10-11-2017                                                            | Saint-Denis                                                           | Francia                                                               | 2 – 0                                                                 | Galles                                                                | Amichevole                                                            | -                                                                     | 63’                                                                   |
| 14-11-2017                                                            | Cardiff                                                               | Galles                                                                | 1 – 1                                                                 | Panama                                                                | Amichevole                                                            | -                                                                     | 71’                                                                   |
| 22-3-2018                                                             | Nanning                                                               | Cina                                                                  | 0 – 6                                                                 | Galles                                                                | Amichevole                                                            | -                                                                     | 62’                                                                   |
| 9-9-2018                                                              | Aarhus                                                                | Danimarca                                                             | 2 – 0                                                                 | Galles                                                                | UEFA Nations League 2018-2019 - 1º turno                              | -                                                                     | 79’                                                                   |
| 20-11-2018                                                            | Elbasan                                                               | Albania                                                               | 1 – 0                                                                 | Galles                                                                | Amichevole                                                            | -                                                                     | 56’                                                                   |
| 20-3-2019                                                             | Wrexham                                                               | Galles                                                                | 1 – 0                                                                 | Trinidad e Tobago                                                     | Amichevole                                                            | 1                                                                     |                                                                       |
| 1-9-2021                                                              | Helsinki                                                              | Finlandia                                                             | 0 – 0                                                                 | Galles                                                                | Amichevole                                                            | -                                                                     | 73’                                                                   |
| Totale                                                                |                                                                       | Presenze                                                              | 11                                                                    |                                                                       | Reti                                                                  | 2                                                                     |                                                                       |

## Palmarès

### Club

#### Competizioni internazionali
- UEFA Champions League: 1

Liverpool: 2018-2019